# تصادف (فیلم ۱۹۶۷)
تصادف (انگلیسی: Accident) فیلمی به کارگردانی جوزف لوزی است که در سال ۱۹۶۷ منتشر شد.

## بازیگران
- دیرک بگارد
- استنلی بیکر
- مایکل یورک
- ویوین مرچنت
- الکساندر ناکس
- هارولد پینتر
- آن فیربنک